# Cleptotypodes dufayi
Cleptotypodes dufayi är en fjärilsart som beskrevs av Joel Minet 1983. Cleptotypodes dufayi ingår i släktet Cleptotypodes och familjen Crambidae. Inga underarter finns listade i Catalogue of Life.